# Happy Death Day 2U
Happy Death Day 2U (bra: A Morte Te Dá Parabéns 2; prt: Feliz Dia para Morrer 2) é um filme americano de 2019, do gênero comédia de terror, escrito e dirigido por Christopher B. Landon, estrelando Jessica Rothe, Israel Broussard, Phi Vu, Rachel Matthews, Suraj Sharma e Ruby Modine.  É a continuação do filme Happy Death Day de 2017, também produzido por Jason Blum, fundador da Blumhouse Productions.
O filme mais uma vez segue Tree Gelbman (Jessica Rothe), que é acidentalmente transportada para outra dimensão, onde ela deve reviver uma versão diferente do mesmo dia repetidamente enquanto tenta voltar para casa, ao mesmo tempo que há um novo assassino à solta.
Lançado em 13 de fevereiro de 2019 pela Universal Pictures, Happy Death Day 2U recebeu avaliações mistas dos críticos, que elogiaram a atuação de Rothe, bem como a mudança do filme para um tom mais sci-fi, embora alguns o tenham notado como derivativo do primeiro filme.

## Enredo
O estudante universitário Ryan, acorda em seu carro na terça-feira, 19 de setembro. Voltando para seu dormitório, ele encontra seu colega de quarto Carter e a namorada de Carter, Tree. Ele retoma o trabalho num reator quântico experimental com os colegas Samar e Dre. Depois que Bronson, o reitor da escola, encerra o projeto por causar várias quedas de energia, Ryan é assassinado por alguém vestido de Babyface e acorda novamente na terça-feira, dia 19. Tree explica sua experiência revivendo segunda-feira, dia 18, e ela e Carter concordam em ajudar Ryan. Eles descobrem que o reator foi responsável por criar o loop. O novo Babyface rastreia Ryan, mas Tree o desmascara revelando outro Ryan. O segundo Ryan avisa que o original deve morrer para que o loop se feche. Aterrorizado, Ryan ativa o reator, liberando um poderoso pulso de energia que deixa todos inconscientes.
Tree acorda no quarto de Carter na segunda-feira, dia 18, e revive seu loop temporal original, mas ela logo percebe que as coisas estão diferentes depois de descobrir que Carter está namorando uma Danielle mais legal. Ryan teoriza que o reator fez com que Tree fosse levada para outra dimensão. Quando Tree descobre que sua mãe ainda está viva nesta nova realidade, ela decide ficar.
Naquela noite, Tree vai ao hospital para interceptar o assassino em série John Tombs antes dele escapar, mas é confrontado por um policial. Babyface mata o oficial, e Tree corre para Lori no elevador, percebendo que ela não é a assassina nesta realidade. Lori diz a Tree que Babyface não pode ser Tombs porque ela o levou para uma cirurgia. Babyface esfaqueia Lori, então persegue Tree até o telhado, onde ela acidentalmente cai para a morte. Ela acorda no início de seu loop e exige que Ryan e sua equipe a ajudem a escapar, exigindo que eles testem dezenas de algoritmos. Por sugestão de Carter, Tree serve como gravadora do grupo, matando-se no final de cada dia para que eles possam começar de novo. Eventualmente, seus ferimentos pioram e ela desmaia. Acordando no hospital, Tree rouba uma arma para ir atrás de Tombs, apenas para encontrar Lori já morta. Tombs, disfarçado de Babyface, ataca e Tree atira e mata ele. No entanto, um segundo Babyface aparece, forçando Tree a se matar junto com Babyface.
O grupo finalmente descobre o algoritmo correto, mas um problema técnico força um atraso. Diante da escolha de em qual realidade ela quer estar quando os dois loops temporais se fecham, Tree decide permanecer na dimensão atual. Carter pede para Tree considerar as consequências de viver uma vida que não é verdadeiramente sua, e afirma que sua experiência com luto ajudou a moldar a pessoa que ela é agora. Tree se esconde de Babyface em um hotel. Naquela noite, o noticiário informa que Carter foi assassinado tentando salvar Lori no hospital. Tree se mata explodindo uma estação de energia, desativando o reator para que ela possa salvar Carter e Lori. O loop é reiniciado e Tree decide retornar à sua própria realidade. Ela aconselha Lori a encerrar seu caso com seu professor Dr. Butler, descobre que Danielle está traindo Carter e tem uma conversa final com sua mãe.
Bronson confisca o reator antes que o grupo possa ativá-lo. Acreditando que ela está muito fraca para sobreviver a outro loop, Tree insiste que eles recuperem o dispositivo. O grupo convoca Danielle para distrair Bronson enquanto eles recuperam o reator. Enquanto Ryan prepara o dispositivo, Tree vai para o hospital para resgatar Lori de Tombs, mas é presa pelo segundo Babyface - revelando ser o Dr. Butler tentando enterrar as evidências de seu caso com Lori. A esposa do Dr. Butler, Stephanie, aparece e atira em Lori, revelando que ela é aliada do marido, mas ele a trai e atira nela também. Tree engana Butler e o mata. Lori sobrevive, e Tree e Carter se beijam quando o reator é ativado, enviando Tree de volta à sua dimensão original na terça-feira, dia 19.
Mais tarde, Tree, Carter, Ryan, Samar e Dre são escoltados por agentes para um laboratório DARPA, onde o reator foi movido para mais experimentos. Quando os agentes dizem que precisam de uma cobaia para ver como a máquina funciona, Tree diz que conhece a cobaia perfeita. Em seu quarto, Danielle acorda, gritando de horror.

## Elenco
- Jessica Rothe ...... Theresa "Tree" Gelbman[7]
- Israel Broussard ...... Carter Davis[8]
- Phi Vu ...... Ryan Phan
- Suraj Sharma ...... Samar Ghosh[9]
- Sarah Yarkin ...... Andrea "Dre" Morgan[10]
- Ruby Modine ...... Lori Spengler[11]
- Rachel Matthews ...... Danielle Bouseman[12]
- Steve Zissis ...... Dean Roger Bronson
- Charles Aitken ...... Gregory Butler
- Laura Clifton ...... Stephanie Butler
- Jason Bayle ...... David Gelbman
- Rob Mello ...... Joseph Tombs
- Missy Yager ...... Julie Gelbman
- Caleb Spillyards ...... Tim Bauer
- Cariella Smith ...... Becky Shepard
- Blaine Kern III ...... Nick Sims
- GiGi Erneta ...... repórter
- Jimmy Gonzales ...... policial
- Peter Jaymes Jr. ...... policial
- Kenneth Israel ...... dr. Parker
- James W. Evermore ...... Sem-teto
- Johnny Ballance ...... estudante irritado
- Tenea Intriago ...... estudante protestante
- Lindsey G. Smith ...... garçonete
- Tran Tran ...... Emily
- Brenda Currin ...... idosa
- Brady Lewis ...... irmão de Frat
- Wendy Miklovic ...... enfermeira nova
- Ramsey Anderson ...... Keith Lumbly
- Brent Phillip Henry ...... instrutor de paraquedismo

## Produção

### Desenvolvimento
O diretor Christopher B. Landon falou sobre a possibilidade de uma continuação, concentrando-se no motivo pelo qual Tree, entrou em um loop temporal. Jessica Rothe afirmou que enquanto a maioria das sequências de terror recolocam o original, o argumento de Landon "eleva o filme de um filme de terror para um modo de filme do tipo Back to the Future, onde a sequência se junta de onde paramos, explica muito de coisas no primeiro que não foram explicadas, e isso eleva tudo".

### Pré-produção
Em 1º de maio de 2018, a Blumhouse Productions anunciou que Landon voltaria para dirigir o filme, com Rothe e Israel Broussard reprisando seus papéis enquanto Suraj Sharma e Sarah Yarkin se juntaram ao elenco. No dia seguinte, foi anunciado que Ruby Modine iria reprisar seu papel como Lori. Também foi anunciado que Rachel Matthews iria reprisar seu papel como Danielle.

### Filmagens
As filmagens do filme iniciaram em 14 de maio de 2018 em Nova Orleans, Louisiana. Em novembro de 2018, Ben Baudhuin foi confirmado para ser o editor do filme.

## Lançamento
Happy Death Day 2U foi lançado em 13 de fevereiro de 2019. Ele foi originalmente programado para ser lançado um dia depois, no Dia dos Namorados. No entanto, o filme foi remarcado após um pedido de um parente de uma vítima do tiroteio na escola de Stoneman Douglas, que aconteceu exatamente um ano antes.

## Recepção

### Bilheteria
Em 21 de fevereiro de 2019, Happy Death Day 2U arrecadou US$ 16,1 milhões nos Estados Unidos e no Canadá e US$ 13,2 milhões em outros territórios, para um total mundial de US$ 29,3 milhões, contra um orçamento de US$ 9 milhões.
Nos Estados Unidos e no Canadá, o filme foi lançado ao lado de Isn't It Romantic e Alita: Battle Angel,  e foi projetado para arrecadar 17 a 20 milhões de dólares em 3.000 cinemas em seu fim de semana de abertura. Abertura sem prévias de terça-feira à noite, o filme fez US$ 992.000 em seu primeiro dia, quarta-feira, e US$ 2.7 milhões no Dia dos Namorados, quinta-feira, para um total de dois dias de US$ 3.7 milhões. Ele passou a estrear em US$ 9,8 milhões (um total de cinco dias de US$ 13,5 milhões), terminando em US$ 3,5 milhões abaixo do esperado e em quinto lugar nas bilheterias.
No Brasil o longa estreou com a vendagem de 195,5 mil ingressos, uma arrecadação de 3,025 milhões. https://www.exibidor.com.br/noticias/mercado/9284-estreia-de-34a-morte-te-da-parabens-234-lidera-em-publico-no-brasil